# 阿耶萊特·沙凱德
阿耶萊特·沙凱德（希伯來語：איילת שקד，發音：[aˈjelet ʃaˈked]；1976年5月7日—）是以色列從政者，曾加入猶太人家園，2018年退黨，與教育部長納夫塔利·貝內特成立新右翼。

## 早年
她曾於德州仪器任職軟件工程師。

## 政治生涯
她於2013年當選以色列國會議員，2015年起兼任該國司法部長。雖然她所屬的猶太人家園是一個宗教政黨，但她自認為是世俗主義者。
2018年12月，她與納夫塔利·貝內特退出猶太人家園，共同成立新政黨「新右翼」。在2019年4月國會選舉，新右翼未能取得任何議席，沙凱德未能連任國會議員。總理內塔尼亞胡於2019年6月改組內閣時，她失去司法部長之職。2019年7月，新右翼與右翼政黨聯盟合組「右傾」聯盟，沙凱德在聯合名單上排首位。她於2019年9月國會選舉再次當選國會議員。
2021年6月納夫塔利·貝內特取代內塔尼亞胡出任總理，沙凱德在聯合政府中擔任內政部長。

## 個人生活
沙凱德有2個孩子，丈夫是以色列空軍的戰機飛行員。

## 觀點
在2018年一個慶祝美國駐以色列大使館遷往耶路撒冷的活動上，沙凱德稱呼美國總統唐納·川普是「21世紀的丘吉爾」。